# 27e division d'infanterie Brescia
Ne doit pas être confondu avec Brigade mécanisée Brescia.

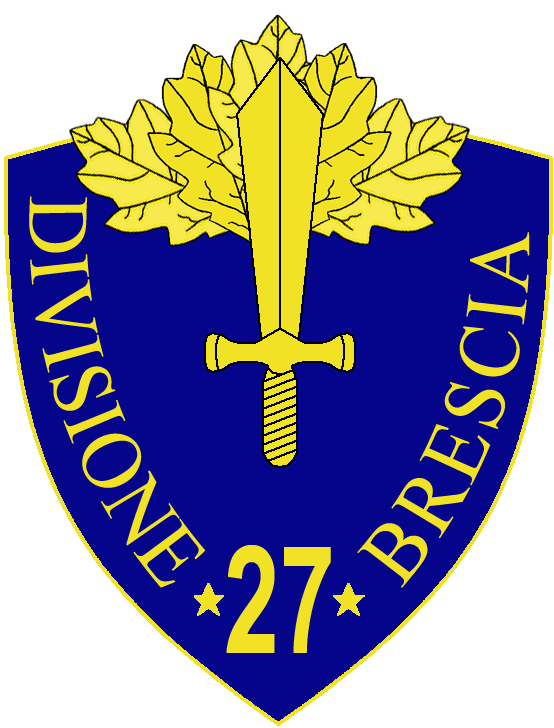
Insigne de la Division Brescia.

La Division Brescia ou 27e division d'infanterie Brescia (en italien : 27° Divisione Autotrasportabile "Brescia") est une division d'infanterie active entre 1939 et 1943 dans l'armée italienne.
Son histoire commence avec la création de la Division Sila en 1935, laquelle participe à la Seconde guerre italo-éthiopienne puis est réorganisée en Division Brescia en mai 1939. Malgré sa dénomination liée à la ville de Brescia, elle est essentiellement composée de conscrits originaires de Calabre et basée à Catanzaro.
Lors de la Seconde Guerre mondiale, la division est intégrée au Corps d'infanterie XXI qui est déployé en Afrique du Nord.
La Division Brescia participe au Siège de Tobrouk, à la bataille de Gazala et à la Première et Seconde bataille d'El Alamein.